# Sarat Chandra Chattopadhyay
Sarat Chandra Chattopadhyay (bengali:শরৎচন্দ্র চট্টোপাধ্যায়; Debanandapur, 15 settembre 1876 – Calcutta, 16 gennaio 1938) è stato uno scrittore indiano tra i più influenti autori della letteratura indiana moderna.

## Biografia
Nato nel 1876 in Bengala (odierno Bangladesh, all'epoca parte dell'Impero anglo-indiano), Chattopadhyay visse in un periodo di significativi cambiamenti sociali e politici in India. Il contesto coloniale e le tensioni sociali dell'epoca influenzarono profondamente la sua visione del mondo e la sua produzione letteraria.
Tra le sue opere più celebri si ricordano Devdas (1917), Parineeta (1914) e Srikanta (1917-1933). Quest'ultima in particolare è considerata un'opera semi-autobiografica che offre preziosi scorci sulla vita e sul pensiero dell'autore.

## Temi e stile
Chattopadhyay era noto per il suo stile realistico e la capacità di ritrarre la società indiana del suo tempo con grande sensibilità. Le sue opere spesso affrontavano la condizione delle donne nella società indiana, le disparità di casta e i conflitti tra tradizione e modernità. Secondo Sengupta (1975), Chattopadhyay può essere considerato sia un ribelle che un umanista, per la sua critica alle ingiustizie sociali e la profonda empatia per i suoi personaggi.

## Retaggio culturale
Chattopadhyay ha avuto un'influenza duratura sulla letteratura bengalese e indiana in generale. Mukherjee (1985) sottolinea come il suo realismo abbia contribuito a plasmare il romanzo indiano moderno. Das (1991) lo colloca tra le figure chiave della letteratura indiana della prima metà del XX secolo.
L'impatto di Chattopadhyay si estende oltre la letteratura. Molte delle sue opere sono state adattate per il cinema e la televisione, contribuendo alla sua popolarità anche dopo la sua morte. La sua capacità di affrontare questioni sociali attraverso personaggi ben sviluppati e trame coinvolgenti continua a risuonare con i lettori contemporanei. Sarat Chandra Chattopadhyay rimane una figura centrale nella letteratura indiana, la cui opera continua a essere studiata, dibattuta e apprezzata. Il suo contributo alla comprensione della società indiana del suo tempo e la sua abilità nel catturare l'essenza dell'esperienza umana lo rendono un autore di rilevanza duratura.